# Вівсяниківська сільська рада
| Вівсяниківська сільська рада — колишній орган місцевого самоврядування у Вільшанському районі Кіровоградської області з адміністративним центром у с. Вівсяники. Сільській раді були підпорядковані населені пункти: - с. Вівсяники |

## Склад ради
Рада складалася з 14 депутатів та голови.

### Керівний склад ради
| ПІБ                            | Основні відомості                                                         | Дата обрання | Дата звільнення |
| ------------------------------ | ------------------------------------------------------------------------- | ------------ | --------------- |
| Руденко Володимир Анатолійович | Сільський голова, 1957 року народження, освіта, безпартійний              | 26.03.2006   | 31.10.2010      |
| Коробань Юрій Васильович       | Сільський голова, 1971 року народження, освіта вища, член Партії регіонів | 31.10.2010   |                 |

Примітка: таблиця складена за даними джерела

## Населення
Згідно з переписом УРСР 1989 року чисельність наявного населення сільської ради становила 1260 осіб, з яких 528 чоловіків та 732 жінки.
За переписом населення України 2001 року в сільській раді мешкали 582 особи.

### Мова
Розподіл населення за рідною мовою за даними перепису 2001 року:
| Мова       | Відсоток |
| ---------- | -------- |
| українська | 95,70 %  |
| російська  | 2,75 %   |
| молдовська | 1,03 %   |
| болгарська | 0,17 %   |
| інші       | 0,35 %   |